# Communauté de communes des Albères, de la Côte Vermeille et de l’Illibéris
Die Communauté de communes des Albères, de la Côte Vermeille et de l’Illibéris (inoffiziell: Communauté de communes Albères-Côte Vermeille-Illibéris (CC ACVI)) ist ein französischer Gemeindeverband mit der Rechtsform einer Communauté de communes im Département Pyrénées-Orientales in der Region Okzitanien. Sie wurde am 28. Mai 2013 gegründet und umfasst 15 Gemeinden. Der Verwaltungssitz liegt im Ort Argelès-sur-Mer.

## Historische Entwicklung
Der Gemeindeverband entstand am 1. Januar 2007 durch den Zusammenschluss der Communauté de communes des Albères mit der benachbarten Communauté de communes de la Côte Vermeille. Im Jahr 2013 schloss sich auch die Communauté de communes du secteur d’Illibéris an.
Mit Wirkung vom 1. Januar 2017 änderte der Gemeindeverband seinen bisherigen Namen Communauté de communes des Albères et de la Côte Vermeille auf die aktuelle Bezeichnung.

## Mitgliedsgemeinden
| Gemeinde                                                                   | Einwohner 1. Januar 2022 | Fläche km² | Dichte Einw./km² | Code INSEE | Postleitzahl |
| -------------------------------------------------------------------------- | ------------------------ | ---------- | ---------------- | ---------- | ------------ |
| Argelès-sur-Mer                                                            | 10.779                   | 58,67      | 184              | 66008      | 66700        |
| Bages                                                                      | 4.519                    | 11,95      | 378              | 66011      | 66670        |
| Banyuls-sur-Mer                                                            | 4.583                    | 42,43      | 108              | 66016      | 66650        |
| Cerbère                                                                    | 1.213                    | 8,18       | 148              | 66048      | 66290        |
| Collioure                                                                  | 2.637                    | 13,02      | 203              | 66053      | 66190        |
| Elne                                                                       | 9.479                    | 21,29      | 445              | 66065      | 66200        |
| Laroque-des-Albères                                                        | 2.245                    | 20,51      | 109              | 66093      | 66740        |
| Montesquieu-des-Albères                                                    | 1.283                    | 17,06      | 75               | 66115      | 66740        |
| Ortaffa                                                                    | 1.889                    | 8,49       | 222              | 66129      | 66560        |
| Palau-del-Vidre                                                            | 3.232                    | 10,41      | 310              | 66133      | 66690        |
| Port-Vendres                                                               | 3.976                    | 14,77      | 269              | 66148      | 66660        |
| Saint-André                                                                | 3.395                    | 9,73       | 349              | 66168      | 66690        |
| Saint-Génis-des-Fontaines                                                  | 2.985                    | 9,90       | 302              | 66175      | 66740        |
| Sorède                                                                     | 3.500                    | 34,54      | 101              | 66196      | 66690        |
| Villelongue-dels-Monts                                                     | 1.917                    | 11,55      | 166              | 66225      | 66740        |
| Communauté de communes des Albères, de la Côte Vermeille et de l’Illibéris | 57.632                   | 292,50     | 197              | –          | –            |